# グレート・ビューティー/追憶のローマ
『グレート・ビューティー/追憶のローマ』（グレート・ビューティー ついおくのローマ、La grande bellezza）は、パオロ・ソレンティーノ監督による2013年のイタリア・フランスの映画である。
第66回カンヌ国際映画祭のコンペティション部門で初上映され、パルム・ドールを争った。また第38回トロント国際映画祭でも上映された。さらに第86回アカデミー賞では外国語映画賞にはイタリア代表として出品され、受賞を果たした。

## キャスト
- ジェップ・ガンバルデッラ: トニ・セルヴィッロ
- ロマーノ: カルロ・ヴェルドーネ
- ラモーナ: サブリナ・フェリッリ
- レロ・カヴァ: カルロ・ブチロッソ（英語版）
- ダディーナ: ジョヴァンナ・ヴィニョーラ
- トゥルモウ: イアイア・フォルテ（英語版）
- ヴィオラ: パメラ・ヴィロレッジ（英語版）
- ステファニア: ガラテア・ランツィ（イタリア語版）
- コロンナ伯爵: フランコ・グラツィオージ（英語版）
- コロンナ伯爵夫人: ソーニャ・ゲスナー
- ステファノ: ジョルジョ・パソッティ（イタリア語版）
- シスター・マリア: ジュジ・メルリ（英語版）
- アンドレア: ルカ・マリネッリ
- アルフィオ・ブラッコ: マッシモ・ポポリツィオ
- ロレーナ: セレナ・グランディ（英語版）
- ロン・スウィート: イヴァン・フラネク（英語版）
- ベルッチ枢機卿: ロベルト・ヘルリッカ（英語版）
- オリエッタ: イザベラ・フェラーリ（英語版）
- ファニー・アルダン: 本人
- アントネッロ・ヴェンディッティ（英語版）: 本人

## 評価
Rotten Tomatoesでは82件の批評家レビューで支持率は93%となった。またMetacriticでは27件のレビューで加重平均値は86/100となった。
『デイリー・テレグラフ』のロビー・コリンは5つ星満点を与え、「a shimmering coup de cinema」と賞賛した。彼はロベルト・ロッセリーニの『無防備都市』のフェデリコ・フェリーニの『甘い生活』を引き合いに出した。また他の批評家たちは『Roma』、『8 1/2』、『スプレンドール』、『夜』のオマージュを指摘した。

### ベスト10入り
『グレート・ビューティー/追憶のローマ』は多くの批評家・媒体の2013年のベストテンに入った。 
- 1位: 『タイム・アウト・ロンドン』の2013年ベスト10[13]
- 1位: ロビー・コリン（英語版）（『テレグラフ・メディア・グループ（英語版）[14]
- 2位: 『ガーディアン』[15]
- 2位: リチャード・コーリス（『タイム』）[16]
- 3位: クリス・ヴォグナー（『ダラス・モーニングニュース』）[17]
- 4位: 『サイト&サウンド（英語版）』[18]
- 4位: BBC[19]
- 6位: ジェイク・コイル（AP通信）[20]
- 7位: スティーヴン・ホールデン（英語版）（『ニューヨーク・タイムズ』）[21]
- 8位: サイモン・エイブラムス & Alan Scherstuhl （『ヴィレッジ・ヴォイス』[22][23]
- 9位: ロバート・ギフォード（『ザ・ダイアモンドバック（英語版）』）[24]
- 9位: 『エンパイア』の2013年のベスト映画[25]
- 2013年のベスト映画: ピーター・ブラッドショー（英語版）（『ガーディアン』）[26]
- 2013年のベスト映画: ジャスティン・チャン（『バラエティ』）[27][28]

### 受賞とノミネート
| 受賞とノミネート一覧             | 受賞とノミネート一覧         | 受賞とノミネート一覧                                                 | 受賞とノミネート一覧 |
| 映画祭・賞                       | 部門                         | 対象                                                                 | 結果                 |
| -------------------------------- | ---------------------------- | -------------------------------------------------------------------- | -------------------- |
| アカデミー賞                     | 外国語映画賞                 | 『グレート・ビューティー/追憶のローマ』                              | 受賞                 |
| ゴールデングローブ賞             | 外国語映画賞                 | 『グレート・ビューティー/追憶のローマ』                              | 受賞                 |
| 英国アカデミー賞                 | 非英語作品賞                 | パオロ・ソレンティーノ、フランチェスカ・シーマ、ニコラ・ジュリアーノ | 受賞                 |
| カンヌ国際映画祭                 | パルム・ドール               | パオロ・ソレンティーノ                                               | ノミネート           |
| インディペンデント・スピリット賞 | 外国映画賞                   | 『グレート・ビューティー/追憶のローマ』                              | ノミネート           |
| クリティクス・チョイス・アワード | 外国語映画賞                 | 『グレート・ビューティー/追憶のローマ』                              | ノミネート           |
| サテライト賞                     | 外国語映画賞                 | 『グレート・ビューティー/追憶のローマ』                              | ノミネート           |
| インディペンデント映画賞         | 外国インディペンデント映画賞 | 『グレート・ビューティー/追憶のローマ』                              | ノミネート           |